# Blauburger

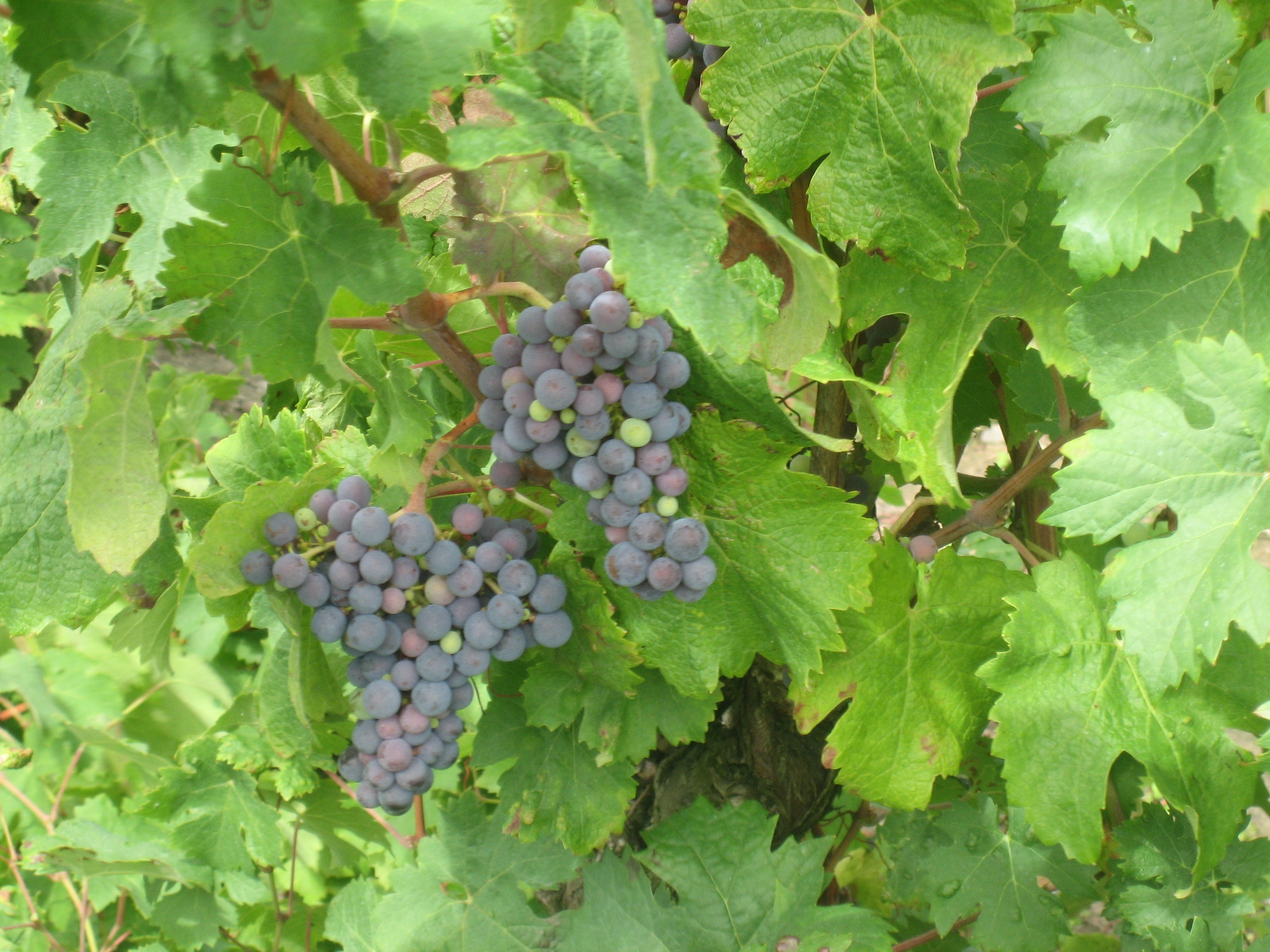
blauw druivenras

De Blauburger is een blauwe Oostenrijkse druivensoort , die slechts twee synoniemen heeft, te weten Klosterneuburg 181- 2 en Zweigeltrebe 181-2 .

## Geschiedenis
Dit ras werd in 1923 ontwikkeld door Fritz Zweigelt in het ten westen van Wenen gelegen Federale Instituut voor Wijnkultuur in Klosterneuburg.
Het is een kruising van de rassen Blauer Portugieser en Blaufränkisch.  

## Kenmerken
Vroege bloei gaat gepaard met een redelijk vroege oogst, waardoor kans op vorst te verwaarlozen is. Deze druif heeft wel last van echte meeldauw en diverse schimmels.
De Blauburger heeft weliswaar een diep donkerrode kleur, maar is redelijk licht om te drinken en mist tannines en een hoge zuurgraad. Een bewaarwijn is het dus niet.
De afdronk is kruidig.

## Gebieden
In Oostenrijk is ruim 1000 hectare aangeplant met deze druif, voornamelijk in Neder-Oostenrijk.
In Hongarije wordt deze variëteit gebruikt voor de (Egri) Bikavér ofwel  Stierenbloed met een aanplant van ruim 400 hectare.